# Jauhojärvi (sjö i Lappland)
Jauhojärvi är en sjö i Finland. Den ligger i kommunen Kittilä i landskapet Lappland, i den norra delen av landet, 800 km norr om huvudstaden Helsingfors. Jauhojärvi ligger 200,1 meter över havet. Arean är 41,3 hektar och strandlinjen är 3,02 kilometer lång. Sjön  ingår i Torne älvs huvudavrinningsområde. 